# Coremiocnemis hoggi
Espèce
Coremiocnemis hoggi est une espèce d'araignées mygalomorphes de la famille des Theraphosidae.

## Distribution
Cette espèce est endémique du Selangor en Malaisie,.

## Publication originale
- West & Nunn, 2010 : A taxonomic revision of the tarantula spider genus Coremiocnemis Simon 1892 (Araneae, Theraphosidae), with further notes on the Selenocosmiinae. Zootaxa, no 2443, p. 1–64.